# Ringnaam
Een ringnaam is een artiestennaam die gebruikt wordt door professionele worstelaars, vechtsporters of boksers.
Hoewel sommige ringnamen een fictieve voornaam en achternaam kunnen bevatten, zijn er ook ringnamen die gewoon een bijnaam zijn, zoals The Undertaker. Ook kan iemand omgeroepen worden met zijn of haar echte naam met daarbij een ringnaam. Voorbeelden zijn Peter "Lumberjack" Aerts en Dwayne "The Rock" Johnson. Een (fictieve) ringnaam zegt meestal iets over de sporter zelf.

## Voorbeelden van wereldwijd gebruik
- In Japan is shikona (四股名 of 醜名) een ringnaam die gebruikt wordt voor sumoworstelaars.
- In Mexico gebruiken luchadores ringnamen; hun identiteit is verder verborgen via een masker.